# Oruchuban Ebichu
Oruchuban Ebichu (яп. おるちゅばんエビちゅ Орутюбан Эбитю, русс. «Домоправительница Эбитю») — манга и аниме-сериал, выпущенный в 1999 году японской компанией Gainax.

## О манге и аниме
Манга авторства Рисы Ито выходила с июля 1997 года по январь 2008 года и насчитывает 15 томов. Поначалу они пользовалась огромной популярностью, но ни одна аниме-студия не бралась её экранизировать из-за обилия непристойностей и сексуальных сцен. За работу взялась лишь студия Gainax: в эфире телевидения сериал демонстрировался со «звуковой» цензурой («пикание» во время произнесения непристойностей).
Сериал транслировался на канале Direc TV Japan в программе «Час любителей аниме». Каждый получасовой эпизод программы представлял собой блок из разных эпизодов трёх сериалов студии Gainax: Oruchuban Ebichu, Koume-chan ga Iku! и Ai no Wakakusayama Monogatari.

## Сюжет
События в сериале развиваются вокруг ручной хомячихи Эбитю и её хозяйки. Главная «забота» Эбитю — счастье любимой хозяйки, непутёвой и легкомысленной, не слишком умной и совершенно не уважающей права животных. Однако любое её стремление наладить жизнь хозяйки только оборачивается бо́льшими проблемами.

## Персонажи
Эбитю — хомячиха, которая работает по дому и пытается устроить сексуальную и семейную жизнь своей хозяйки. Обожает сыр камамбер, мороженое и хорошо играет в игру маджонг. Сэйю: Котоно Мицуиси.
Хозяйка Эбитю — молодая японская офис-леди 25 лет. Она всё ещё не замужем и уже отчаялась найти себе мужа. У неё есть парень Кайсёнати. Сэйю: Митиэ Томидзава.
Кайсёнати — парень хозяйки Эбитю. Любит азартные игры, особенно патинко. Терпеть не может Эбитю. Сэйю: Томокадзу Сэки.
Маа — друг Кайсёнати, влюблен в Эбитю. Сэйю: Митио Ивата.

## Список серий
1. My Master and the Useless Bum
2. The Useless Bum and My Master
3. It’s Spring, After All
4. Maakun’s Crush
5. The Camembert Cheese Incident
6. Ebichu Gets Sick
7. Master Catches a Cold
8. Ebichuman 1
9. Ebichu’s in Heat
10. Maa-kun, Whoooa!
11. What Soap Bubbles Men Are!
12. Cavities and Hearts Both Throb
13. Mother Comes to Visit
14. Maa-kun, Whooooooa!
15. To the Beach
16. Ebichuman 2
17. The Hair of Happiness Shines
18. Maakun’s Excited!
19. Here Come the Newlyweds
20. A Burglar Breaks In
21. The Newlyweds Go Shopping
22. Ebichuman 3
23. After All, Her Pu—y is, Her Pu—y Is…
24. Is it Okay to Drink?